# John Stones
John Stones (sinh ngày 28 tháng 5 năm 1994) là cầu thủ bóng đá chuyên nghiệp người Anh, chơi ở vị trí Trung vệ hoặc Tiền vệ phòng ngự cho câu lạc bộ Premier League Manchester City và Đội tuyển bóng đá quốc gia Anh. Anh được coi là một trong những hậu vệ xuất sắc nhất thế giới trong thế hệ của mình. Stones nổi tiếng với kỹ thuật và sức mạnh thể chất trên sân.
Stones bắt đầu sự nghiệp tại Barnsley, ra mắt đội một ở giải Championship vào tháng 3 năm 2012 khi mới 17 tuổi. Anh chuyển sang câu lạc bộ Premier League Everton vào tháng 1 năm 2013 với mức phí khoảng 3 triệu bảng Anh, và có tổng cộng 95 lần ra sân trong bốn mùa giải. Vào tháng 8 năm 2016, Stones ký hợp đồng với Manchester City với phí chuyển nhượng ban đầu 47,5 triệu bảng (có thêm phụ phí). Với Manchester City, anh giành sáu chức vô địch Premier League, hai FA Cup, hai EFL Cup và UEFA Champions League trong mùa giải 2022–23, tạo nên cú ăn ba châu lục lịch sử.  
Stones ra mắt đội tuyển Anh vào tháng 5 năm 2014, sau khi từng thi đấu cho các đội tuyển trẻ Anh ở các cấp U19, U20 và U21. Anh được chọn vào các đội hình chính tham dự UEFA European Championship 2016, 2020 và 2024 (vào chung kết ở hai giải gần nhất), cũng như FIFA World Cup 2018 và 2022.  

## Thiếu thời
John Stones sinh ngày 28 tháng 5 năm 1994 tại Barnsley, South Yorkshire, Anh, có cha là Peter Stones và mẹ là Janet Stones. Anh lớn lên ở Thurlstone và theo học tại Penistone Grammar School.

## Sự nghiệp câu lạc bộ

### Barnsley
Stones trưởng thành từ học viện trẻ Barnsley và ký hợp đồng chuyên nghiệp vào tháng 12 năm 2011. Anh ra mắt đội một ở giải Championship vào ngày 17 tháng 3 năm 2012, trong trận thua 0–4 trước Reading tại Oakwell, vào sân thay Scott Wiseman ở phút 52. Anh ghi bàn duy nhất cho Barnsley ở lần đá chính đầu tiên, gỡ hòa trước giờ nghỉ trong trận League Cup vòng 1 gặp Rochdale ngày 11 tháng 8 năm 2012, giúp đội thắng 4–3 sau hiệp phụ. Một tuần sau, anh ra mắt ở giải đấu chính với chiến thắng 1–0 trước Middlesbrough.

### Everton

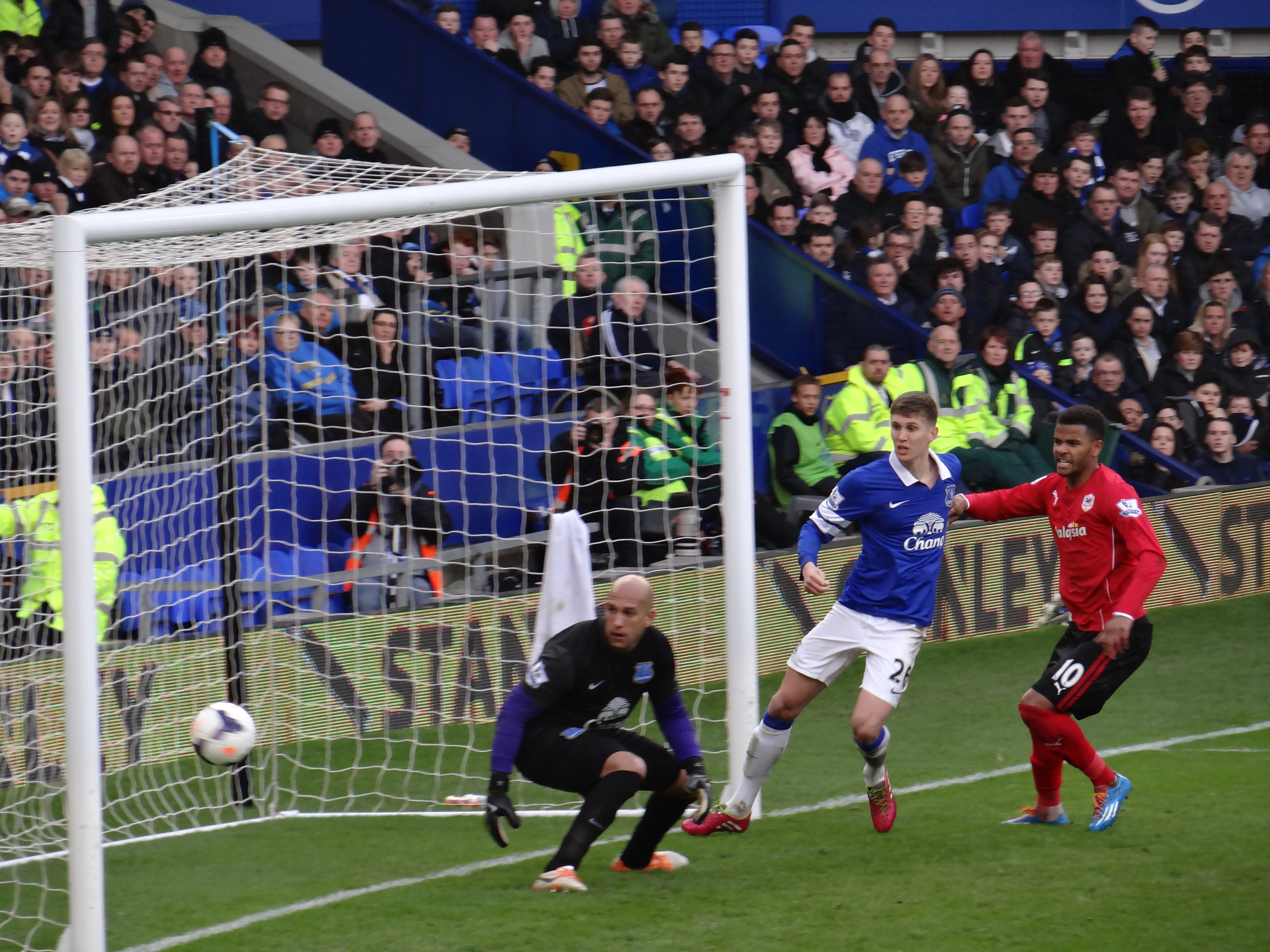
Stones (giữa) thi đấu cho Everton năm 2014

Stones ký hợp đồng 5 năm rưỡi với Everton ngày 31 tháng 1 năm 2013, với phí chuyển nhượng khoảng 3 triệu bảng. Anh là cầu thủ dự bị không ra sân trong ba trận Premier League đầu mùa, trước khi ra mắt trận đấu chính thức gặp Stevenage ở vòng 2 League Cup ngày 28 tháng 8 năm 2013, thắng 2–1 sau hiệp phụ tại Goodison Park. Anh ra mắt Premier League vào ngày 14 tháng 9 năm 2013 trong chiến thắng 1–0 trước Chelsea. Trận đá chính Premier League đầu tiên cho Everton là trận hòa 1–1 với Stoke City ngày 1 tháng 1 năm 2014.
Ngày 7 tháng 8 năm 2014, Stones ký hợp đồng 5 năm mới với Everton, giữ anh ở lại đến năm 2019. Anh gặp chấn thương mắt cá chân trong trận gặp Manchester United ngày 5 tháng 10, phải nghỉ từ 10–14 tuần. Dù vậy, Stones vẫn được đề cử cho Giải Golden Boy 2014 cùng các cầu thủ Everton và đội tuyển Anh khác.  

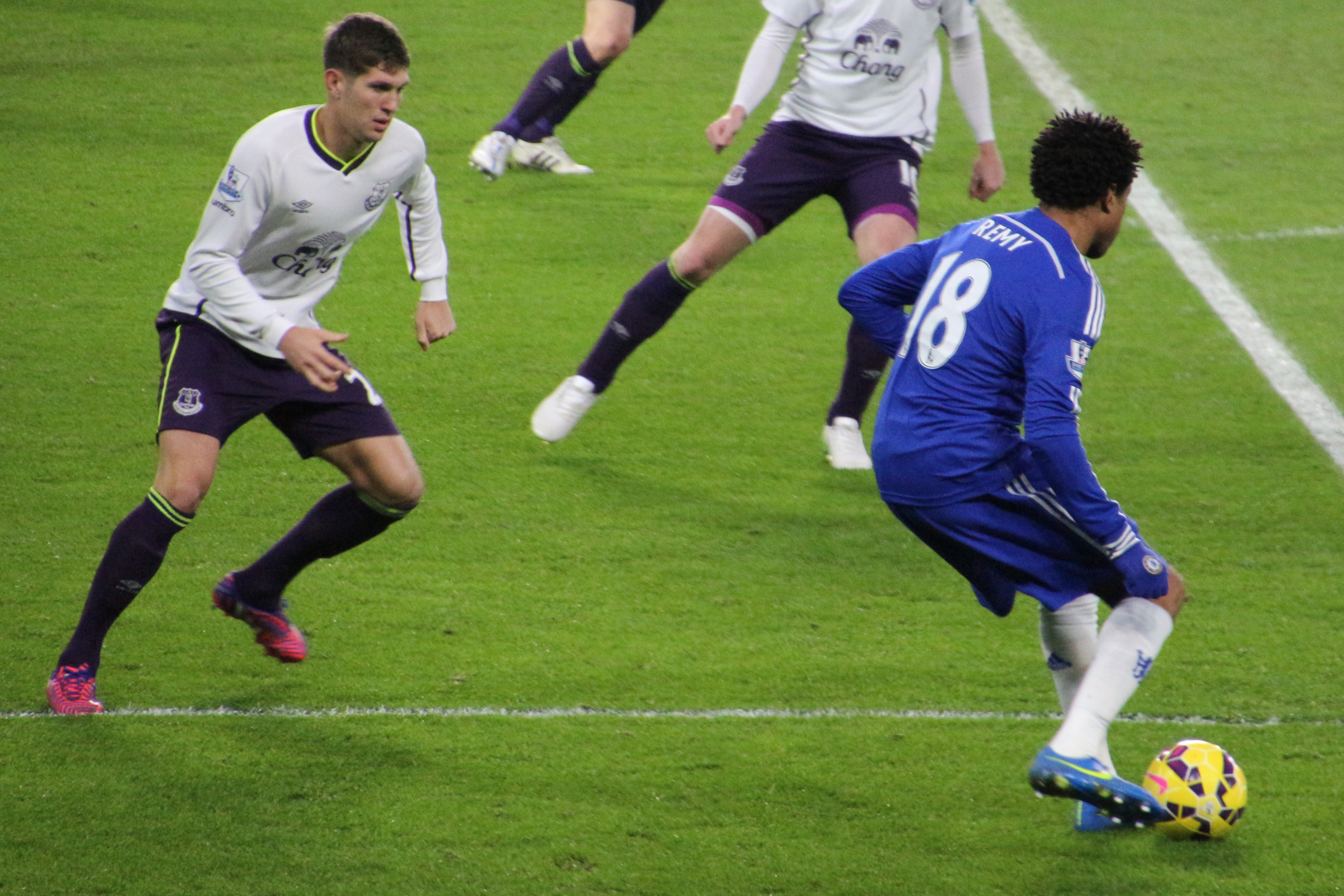
Stones (trái) thi đấu cho Everton năm 2015

Ngày 19 tháng 2 năm 2015, anh bị thẻ đỏ trong trận thắng 4–1 trên sân của Young Boys ở vòng 32 UEFA Europa League vì phạm lỗi dẫn đến phạt đền. Stones ghi bàn đầu tiên cho Everton trong chiến thắng 3–0 trước Manchester United ngày 26 tháng 4 năm 2015, đánh đầu ghi bàn thứ hai cho đội. Trong mùa hè 2015, Chelsea từng ba lần gửi đề nghị mua Stones với các mức giá 20, 26 và 30 triệu bảng nhưng Everton đều từ chối. Anh cũng từng nộp đơn xin được chuyển qua câu lạc bộ khác nhưng bị từ chối.

### Manchester City

#### 2016–2018
Vào ngày 9 tháng 8 năm 2016, Manchester City hoàn tất việc chiêu mộ Stones với giá 47,5 triệu bảng Anh, ký hợp đồng 6 năm kèm khả năng phụ phí thêm 2,5 triệu bảng, biến anh trở thành hậu vệ đắt giá thứ hai thế giới lúc bấy giờ, chỉ sau David Luiz. Thông báo được đưa ra ngay sau khi thông tin chuyển nhượng bị rò rỉ, vì tên anh đã xuất hiện trong danh sách đăng ký thi đấu của City cho vòng loại play-off Champions League mà UEFA công bố trên trang web trước khi xác nhận thương vụ. Nhờ điều khoản bán lại 15%, Barnsley nhận được 6,78 triệu bảng từ việc Stones chuyển đến Manchester City, mức phí cao hơn bất kỳ khoản chuyển nhượng nào họ từng nhận trong lịch sử.

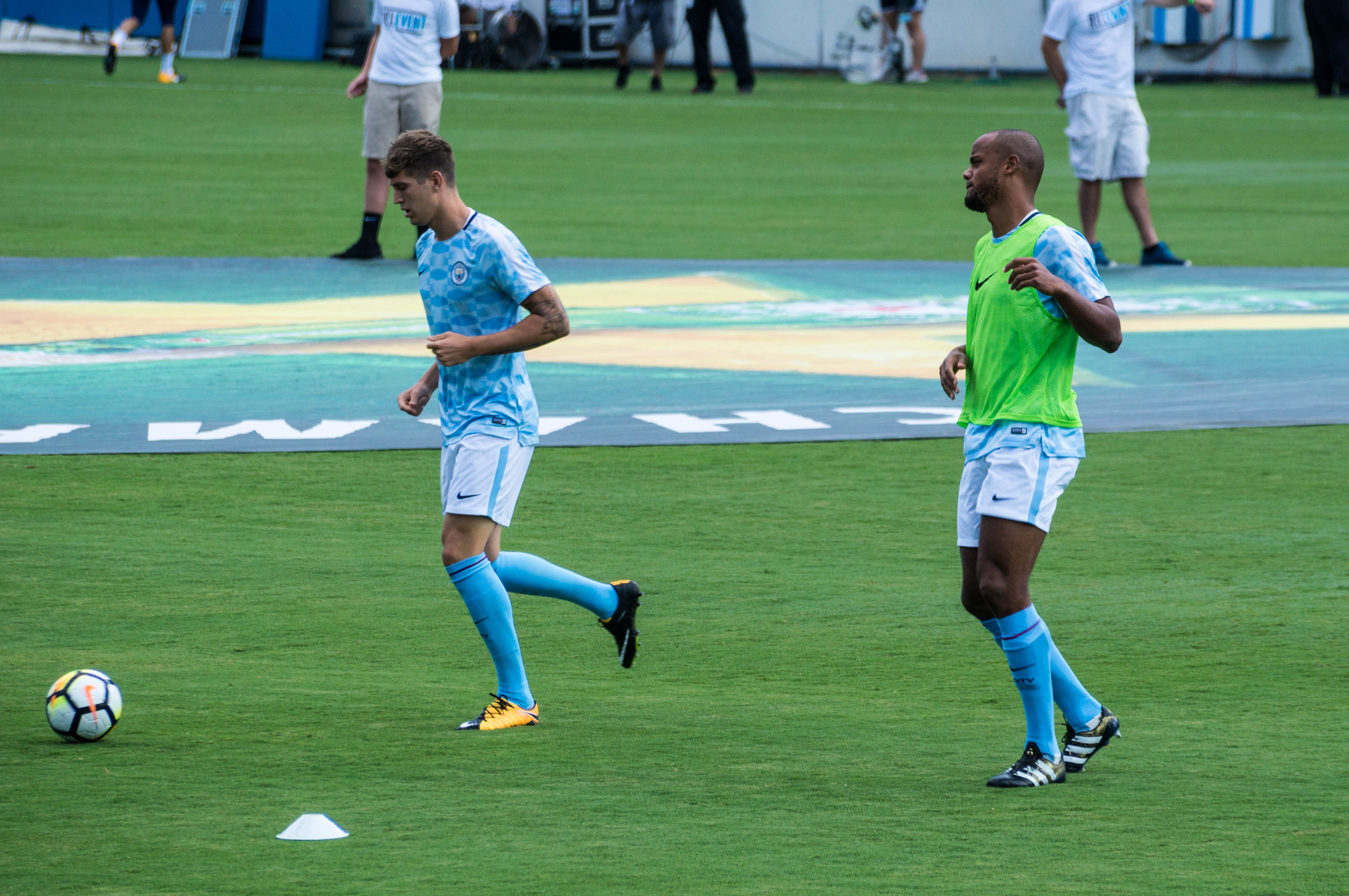
Stones (bên trái) khởi động cho Manchester City năm 2017

Stones ra mắt cho City bốn ngày sau đó trong trận thắng 2–1 trên sân nhà trước Sunderland, hợp cùng Aleksandar Kolarov trong trận ra mắt chính thức của Pep Guardiola. Vào ngày 6 tháng 1 năm 2017, anh ghi bàn thắng đầu tiên cho City, đánh đầu ấn định chiến thắng 5–0 trước West Ham United tại London Stadium ở vòng ba FA Cup. Anh ghi bàn tiếp theo vào ngày 21 tháng 2, giúp City dẫn trước trong chiến thắng 5–3 ngược dòng trước Monaco ở vòng 1/8 UEFA Champions League, nhưng sau khi thua do luật bàn thắng sân khách, anh bày tỏ sự thất vọng với hàng thủ của đội. Stones chịu nhiều chỉ trích từ truyền thông trong suốt mùa giải. Trong các cuộc phỏng vấn cuối mùa, anh nói rằng thất vọng vì không giành được danh hiệu nào và mong muốn cải thiện bản thân.
Vào ngày 13 tháng 9 năm 2017, Stones ghi hai bàn trong chiến thắng 4–0 ở vòng bảng Champions League trên sân của Feyenoord, bao gồm một bàn đánh đầu ở phút thứ hai, là bàn thắng nhanh nhất của City trong lịch sử giải đấu. Anh ghi thêm một bàn khác bằng đánh đầu vào ngày 1 tháng 11 trong chiến thắng 4–2 trên sân Napoli, đưa đội vào vòng 1/8 khi còn hai trận chưa đấu. Mười bảy ngày sau, anh phải rút lui sau nửa giờ thi đấu trong trận làm khách trước Leicester City vì chấn thương cơ đùi, khiến anh nghỉ thi đấu sáu tuần. Stones gặp thêm chấn thương vào tháng 3 năm 2018 khi thi đấu quốc tế, và vào tháng 4, Guardiola mạnh mẽ phủ nhận tin đồn muốn bán hậu vệ này.

#### 2018–2023
Vào ngày 3 tháng 1 năm 2019, trong chiến thắng 2–1 của City trước Liverpool, Stones thực hiện một pha cứu bóng trên vạch vôi quan trọng, sau này trở thành bàn quyết định giúp City đánh bại Liverpool trong cuộc đua vô địch Premier League. Vào mùa hè năm 2020, Manchester City chiêu mộ các trung vệ Rúben Dias và Nathan Aké, khiến Stones rớt xuống vị trí dự bị. Tuy nhiên, Guardiola khẳng định Stones vẫn sẽ được “cơ hội để thể hiện chất lượng của mình trong đội hình này”.
Vào ngày 6 tháng 1 năm 2021, Stones ghi bàn mở tỷ số trong chiến thắng 2–0 trên sân khách tại Old Trafford trước Manchester United ở bán kết League Cup. Anh được bầu là Man of the Match và nhận được nhiều lời khen ngợi từ HLV Pep Guardiola sau chuỗi trận ấn tượng cùng Rúben Dias nơi hàng thủ. Chỉ một ngày sau, Stones được công bố là Cầu thủ của tháng tại Manchester City cho tháng 12 năm 2020. Vào ngày 17 tháng 1 năm 2021, Stones ghi bàn thứ nhất và thứ hai ở Premier League cho City trong chiến thắng 4–0 trên sân nhà trước Crystal Palace. Những màn trình diễn của anh giúp anh lọt vào PFA Team of the Year mùa giải 2020–21. Vào ngày 10 tháng 8 năm 2021, Stones ký hợp đồng mới với City, giữ anh ở lại CLB đến năm 2026.
Trong mùa giải 2022–23, Stones được chuyển từ trung vệ sang tiền vệ phòng ngự và gặt hái nhiều thành công ở vị trí mới này. Vào ngày 14 tháng 3 năm 2023, Stones được khen ngợi rất nhiều vì màn trình diễn trong chiến thắng 7–0 trước RB Leipzig. Vào ngày 17 tháng 5 năm 2023, Stones là nhân tố nổi bật khi Manchester City đánh bại Real Madrid 4–0 tại Etihad Stadium ở trận lượt về bán kết UEFA Champions League 2022–23, được Jamie Jackson của The Guardian mô tả là trong “chế độ Franz Beckenbauer”. Manchester City một lần nữa đăng quang Premier League trong mùa giải 2022–23. Vào ngày 3 tháng 6, Stones giành chiến thắng FA Cup trong trận chung kết trước Manchester United. Vào ngày 10 tháng 6 năm 2023, Stones có mặt trong đội hình xuất phát cho 2023 UEFA Champions League final gặp Inter Milan tại Istanbul, và City thắng 1–0, giành cúp châu Âu đầu tiên trong lịch sử. Stones nhận được nhiều lời khen ngợi cho màn trình diễn ở trận chung kết và được bầu là Man of the Match bởi Manchester Evening News và người dùng BBC Sport. Anh được chọn vào Đội hình xuất sắc UEFA Champions League 2022–23. Stones được các chuyên gia công nhận là một trong những nhân tố ảnh hưởng lớn nhất giúp Manchester City hoàn tất cú ăn ba châu lục. Anh cũng được vinh danh trong PFA Team of the Year Premier League cho màn trình diễn của mình.

#### 2023–nay
Trong giai đoạn tiền mùa giải, trước mùa 2023–24, Stones gặp chấn thương cơ. Vào ngày 16 tháng 8 năm 2023, Stones là dự bị không ra sân khi City giành chiến thắng 2023 UEFA Super Cup sau khi đánh bại Sevilla 5–4 trong loạt đá luân lưu sau khi hòa 1–1 trong hiệp phụ.

## Sự nghiệp quốc tế

### Đội trẻ

#### 2013: FIFA U-20 World Cup
Stones được gọi vào đội hình 21 cầu thủ của huấn luyện viên Peter Taylor tham dự FIFA U-20 World Cup 2013 vào tháng 5 năm 2013. Anh ra mắt đội U20 Anh vào ngày 16 tháng 6, trong chiến thắng 3–0 ở trận giao hữu chuẩn bị gặp Uruguay. Anh ra mắt đội U21 Anh trong trận gặp Scotland vào ngày 13 tháng 8, thi đấu trọn 90 phút trong chiến thắng 6–0 của Anh tại Bramall Lane.

### Đội tuyển quốc gia

#### 2014–2015: Khởi đầu
Stones được gọi là cầu thủ dự phòng cho đội tuyển Anh tham dự FIFA World Cup 2014 nhưng không có mặt trong đội hình chính thức. Anh ra mắt đội tuyển Anh vào ngày 30 tháng 5 trong chiến thắng 3–0 trước Peru tại Wembley, thay cho đồng đội ở Everton Leighton Baines trong 15 phút cuối. Ngày 3 tháng 9 năm 2014, Stones có lần đầu tiên đá chính cho Anh trong trận giao hữu gặp Na Uy tại Wembley Stadium. Năm ngày sau, trong trận đấu đầu tiên của Anh tại UEFA Euro 2016 qualification, Stones ra mắt chính thức trong chiến thắng 2–0 trên sân khách trước Thụy Sĩ tại St. Jakob-Park, Basel.

#### 2016–2019: Euro đầu tiên, FIFA World Cup và UEFA Nations League

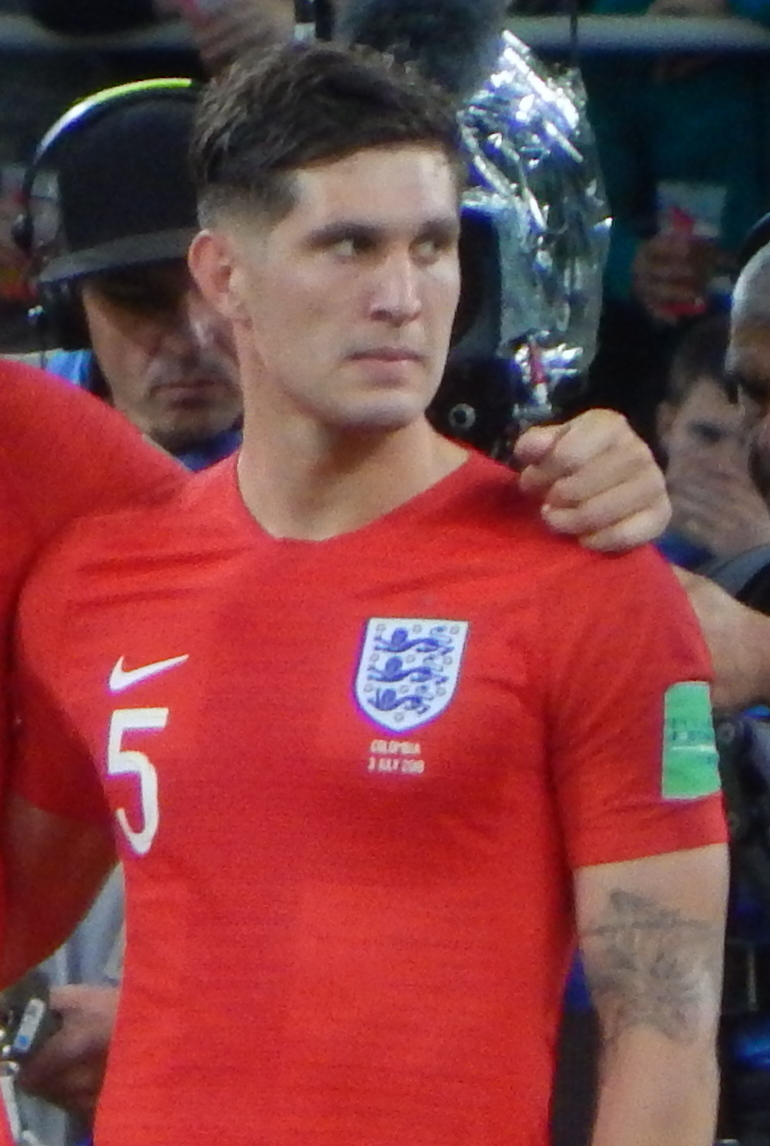
Stones thi đấu cho Anh tại FIFA World Cup 2018

Stones được chọn vào đội hình 23 cầu thủ của Roy Hodgson cho Euro 2016 nhưng không thi đấu trận nào trong bốn trận của Anh. Anh được gọi vào đội hình 23 cầu thủ cho World Cup 2018. Ngày 24 tháng 6, Stones ghi hai bàn quốc tế đầu tiên trong chiến thắng 6–1 trước Panama ở trận thứ hai vòng bảng. Anh trở thành cầu thủ Manchester City đầu tiên ghi bàn cho Anh tại World Cup kể từ Trevor Francis năm 1982.
Tại 2019 UEFA Nations League Finals ở Bồ Đào Nha, Stones mắc lỗi trong trận bán kết gặp Hà Lan khi để mất bóng cho Memphis Depay trong hiệp phụ, dẫn đến một trong những bàn thua giúp Hà Lan thắng 3–1. HLV Gareth Southgate đã loại anh khỏi trận tranh hạng ba gặp Thụy Sĩ, cho rằng lỗi xảy ra do Stones mệt mỏi.

#### 2020–2022: Euro thứ hai và FIFA World Cup
Stones được gọi vào đội hình Anh tham dự Euro 2020. Anh thi đấu tất cả 7 trận của Anh, kết thúc giải với tư cách á quân và chỉ để thủng lưới hai bàn từ các tình huống cố định. Stones cũng góp mặt trong đội hình 26 cầu thủ cho World Cup 2022 ở Qatar, đá chính cả 5 trận trước khi Anh bị loại ở tứ kết. Stones được xem là cầu thủ quan trọng, kết hợp tốt với cựu đội trưởng Manchester United Harry Maguire, cặp trung vệ này thi đấu cùng nhau ở World Cup 2018, Euro 2020 và World Cup 2022.

#### 2024: Euro thứ ba và UEFA Nations League
Anh được gọi vào đội hình 26 cầu thủ Anh cho UEFA Euro 2024. Dù có tin đồn về chấn thương, ngày 13 tháng 6 năm 2024, Stones đã trở lại tập luyện trước trận mở màn gặp Serbia. Anh thi đấu trọn 90 phút, kết hợp cùng Marc Guéhi thay Harry Maguire do chấn thương, giúp Anh giữ sạch lưới và thắng 1–0 tại Gelsenkirchen. Anh tiếp tục đá chính mọi trận và Anh kết thúc giải với tư cách á quân lần thứ hai liên tiếp tại Euro.
Ngày 9 tháng 10 năm 2024, huấn luyện viên tạm quyền Lee Carsley thông báo Stones sẽ lần đầu tiên làm đội trưởng Anh trong trận UEFA Nations League trên sân nhà gặp Hy Lạp.

## Phong cách chơi
Nổi tiếng nhờ kỹ thuật và thể chất, Stones là một trung vệ có khả năng chơi bóng từ dưới.  Đồng đội và huấn luyện viên đánh giá cao sự điềm tĩnh khi cầm bóng, kỹ năng phòng ngự, khả năng chuyền bóng, đa năng và tầm nhìn của anh.
Joleon Lescott nhận xét: "John có thể làm những điều mà hầu hết hậu vệ không thể – một chút giả vờ, hoặc xoay người thoát khỏi tình huống khó – và đó là điều tạo nên sự khác biệt. Anh ấy sẽ làm tốt công việc phòng ngự, nhưng có những khoảnh khắc anh ấy làm điều gì đó đặc biệt khiến bạn phải thốt lên 'à, đây là lý do anh ấy được đánh giá cao'. Anh ấy luôn điềm tĩnh và không bao giờ che giấu." 

Đồng đội ở Manchester City và Anh Kyle Walker nói thêm: "Bạn sẽ không thực sự đánh giá cao anh ấy cho đến khi chơi cùng. Anh ấy hiếm khi bị vượt qua, chơi bóng tốt và rất điềm tĩnh."
Stones phát triển lối chơi chuyền bóng ngay từ thời còn ở Barnsley, nhiều người cho rằng huấn luyện viên Pep Guardiola tại Manchester City đã giúp anh hoàn thiện kỹ năng này. Trong mùa giải 2022–23, Stones chơi vai trò “lai”: phòng ngự trong hàng thủ khi City không cầm bóng, và kết hợp với Rodri ở vị trí tiền vệ phòng ngự khi kiểm soát bóng. Khả năng chuyền bóng của Stones thường được so sánh với Rio Ferdinand, Gerard Piqué, Jérôme Boateng, Pep Guardiola và Franz Beckenbauer. Anh thường được gọi là Barnsley Busquets và Barnsley Beckenbauer. 

## Cuộc sống cá nhân
Stones gặp Millie Savage, bạn gái của anh khi cả hai 12 tuổi. Họ chia tay vào tháng 12 năm 2018, khi con gái họ vừa mới 18 tháng tuổi.

## Career statistics

### Club
Tính đến ngày 19 tháng 2 năm 2025
| Câu lạc bộ          | Mùa giải            | Giải đấu            | Giải đấu | Giải đấu | FA Cup | FA Cup | League Cup | League Cup | Châu Âu | Châu Âu | Khác | Khác | Tổng cộng | Tổng cộng |
| Câu lạc bộ          | Mùa giải            | Hạng đấu            | Trận     | Bàn      | Trận   | Bàn    | Trận       | Bàn        | Trận    | Bàn     | Trận | Bàn  | Trận      | Bàn       |
| ------------------- | ------------------- | ------------------- | -------- | -------- | ------ | ------ | ---------- | ---------- | ------- | ------- | ---- | ---- | --------- | --------- |
| Barnsley            | 2010–11             | Championship        | 0        | 0        | 0      | 0      | 0          | 0          | —       | —       | —    | —    | 0         | 0         |
| Barnsley            | 2011–12             | Championship        | 2        | 0        | 0      | 0      | 0          | 0          | —       | —       | —    | —    | 2         | 0         |
| Barnsley            | 2012–13             | Championship        | 22       | 0        | 2      | 0      | 2          | 1          | —       | —       | —    | —    | 26        | 1         |
| Barnsley            | Tổng cộng           | Tổng cộng           | 24       | 0        | 2      | 0      | 2          | 1          | —       | —       | —    | —    | 28        | 1         |
| Everton             | 2012–13             | Premier League      | 0        | 0        | —      | —      | —          | —          | —       | —       | —    | —    | 0         | 0         |
| Everton             | 2013–14             | Premier League      | 21       | 0        | 3      | 0      | 2          | 0          | —       | —       | —    | —    | 26        | 0         |
| Everton             | 2014–15             | Premier League      | 23       | 1        | 2      | 0      | 0          | 0          | 3       | 0       | —    | —    | 28        | 1         |
| Everton             | 2015–16             | Premier League      | 33       | 0        | 2      | 0      | 6          | 0          | —       | —       | —    | —    | 41        | 0         |
| Everton             | Tổng cộng           | Tổng cộng           | 77       | 1        | 7      | 0      | 8          | 0          | 3       | 0       | —    | —    | 95        | 1         |
| Manchester City     | 2016–17             | Premier League      | 27       | 0        | 4      | 1      | 1          | 0          | 9       | 1       | —    | —    | 41        | 2         |
| Manchester City     | 2017–18             | Premier League      | 18       | 0        | 2      | 0      | 4          | 0          | 5       | 3       | —    | —    | 29        | 3         |
| Manchester City     | 2018–19             | Premier League      | 24       | 0        | 5      | 0      | 3          | 0          | 6       | 0       | 1    | 0    | 39        | 0         |
| Manchester City     | 2019–20             | Premier League      | 16       | 0        | 3      | 0      | 3          | 0          | 1       | 0       | 1    | 0    | 24        | 0         |
| Manchester City     | 2020–21             | Premier League      | 22       | 4        | 1      | 0      | 1          | 1          | 11      | 0       | —    | —    | 35        | 5         |
| Manchester City     | 2021–22             | Premier League      | 14       | 1        | 4      | 1      | 1          | 0          | 8       | 0       | 0    | 0    | 27        | 2         |
| Manchester City     | 2022–23             | Premier League      | 23       | 2        | 2      | 0      | 1          | 0          | 8       | 1       | 0    | 0    | 34        | 3         |
| Manchester City     | 2023–24             | Premier League      | 16       | 1        | 3      | 0      | 0          | 0          | 6       | 0       | 3    | 0    | 28        | 1         |
| Manchester City     | 2024–25             | Premier League      | 11       | 2        | 1      | 0      | 2          | 0          | 6       | 1       | 0    | 0    | 20        | 3         |
| Manchester City     | 2025–26             | Premier League      | 0        | 0        | 0      | 0      | 0          | 0          | 0       | 0       | 0    | 0    | 0         | 0         |
| Manchester City     | Tổng cộng           | Tổng cộng           | 171      | 10       | 25     | 2      | 16         | 1          | 60      | 6       | 5    | 0    | 277       | 19        |
| Tổng cộng sự nghiệp | Tổng cộng sự nghiệp | Tổng cộng sự nghiệp | 272      | 11       | 34     | 2      | 26         | 2          | 63      | 6       | 5    | 0    | 400       | 21        |

1. ↑  Số lần ra sân tại UEFA Europa League
2. 1 2 3 4 5 6 7 8 9  Số lần ra sân tại UEFA Champions League
3. 1 2  Số lần ra sân tại FA Community Shield
4. ↑  1 lần ra sân tại FA Community Shield, 2 lần ra sân tại FIFA Club World Cup

### International
Tính đến ngày 13 tháng 10 năm 2024
| Đội tuyển quốc gia | Năm   | Trận | Bàn |
| ------------------ | ----- | ---- | --- |
| Anh                | 2014  | 4    | 0   |
| Anh                | 2015  | 3    | 0   |
| Anh                | 2016  | 8    | 0   |
| Anh                | 2017  | 7    | 0   |
| Anh                | 2018  | 15   | 2   |
| Anh                | 2019  | 2    | 0   |
| Anh                | 2021  | 16   | 1   |
| Anh                | 2022  | 9    | 0   |
| Anh                | 2023  | 5    | 0   |
| Anh                | 2024  | 14   | 0   |
| Total              | Total | 83   | 3   |

## Danh hiệu
Manchester City
- Premier League: 2017–18, 2018–19, 2020–21, 2021–22[121], 2022–23, 2023–24
- FA Cup: 2018–19[122], 2022–23
- EFL Cup: 2017–18, 2018–19, 2019–20, 2020–21
- FA Community Shield: 2018,[123] 2019[124]
- UEFA Champions League: 2022–23;[125] á quân: 2020–21[126]
- UEFA Super Cup: 2023
- FIFA Club World Cup: 2023

Anh
- UEFA Nations League: hạng 3 2018–19[127]
- UEFA European Championship: á quân 2020, 2024

Cá nhân
- Everton: Cầu thủ trẻ của năm 2014–15[128]